# 徒單皇后 (金海陵王)
徒单皇后（12世纪？—1170年），金朝海陵王完颜亮皇后，父亲是太师徒单斜也。初为完颜亮的岐国王妃，天德二年（1150年）封为惠妃，九月立为皇后，号第一娘子，生太子完颜光英。
天德三年（1151年）十一月廿一，徒单皇后生日，百官在武德殿称贺。之后，完颜亮后宫越来越多，徒单皇后的宠幸渐衰，很少得到进见。沈璋妻子张氏曾经是太子完颜光英的保母，耶律彻在北京与完颜亮游从，完颜亮派张氏及耶律彻的妻子侯氏入宫侍奉皇后。耶律彻本名神涅，欠官钱二千六百余万，完颜亮都免除了。正隆六年（1161年），完颜亮至南京开封府，六月癸亥，左丞相张浩率百官迎接，完颜亮备法驾，乘玉辂，与皇后及太子光英同乘而入。完颜亮伐南宋，徒单皇后与完颜光英留守南京。完颜亮遇害，陀满讹里也在汴京开封府杀死了完颜光英。徒单皇后回到中都，住在完颜亮母大氏的故居。不久，金世宗可怜她无依无靠，下诏让她回归上京的父母家，一年赐钱二千贯，奴婢都是官府供粮。大定十年（1170年），徒单皇后逝世。